# فكتورية كروزية
فكتورية كُروزية هي نوع استوائي من النباتات المزهرة من جنس فكتورية من الفصيلة النيلوفرية الأصلية في أمريكة الجنوبية في المقام الأول بُوليفية والأرجنتين والبرغواي. النبتة نبتة حديقة مائية شهيرة في الحدائق النباتية حيث يمكن أن تصل أوراقها الكبيرة جدًا في أقصى حد لها حتى عرض 2 متر وذات حافة سميكة تصل إلى 20 سم.